# 3ª Forza speciale da sbarco di Kure
La 3a Forza speciale da sbarco di Kure (3a Kure SNLF) era un'unità militare composta da due battaglioni di fanteria delle forze di sbarco speciali della Marina imperiale giapponese.
Entrambi i battaglioni furono formati nel distretto navale di Kure. Il primo battaglione entrò in servizio durante la seconda guerra sino-giapponese alla fine degli anni 1930. Il secondo fu formato nel 1942, nel corso della guerra del Pacifico.

## Ruolo nella Guerra del Pacifico
La 3a Forza Speciale da Sbarco partecipò attivamente all'invasione di Tulagi nel maggio del 1942, durante la quale le forze giapponesi si impadronirono dell'omonima isola nell'arcipelago delle Isole Salomone. Tra agosto e settembre dello stesso anno, l'unità fu attiva nel corso dell'assalto alla baia di Milne, nel Territorio della Papuasia, sotto amministrazione australiana, risultando tuttavia sconfitta.